# Qinyuan
Qinyuan (沁源县,  Qìnyuán Xiàn) ist ein chinesischer Kreis der bezirksfreien Stadt Changzhi der Provinz Shanxi. Er hat eine Fläche von 2.574 Quadratkilometern und zählt 149.975 Einwohner (Stand: Zensus 2020). Sein Hauptort ist die Großgemeinde Qinhe (沁河镇).

## Administrative Gliederung
Auf Gemeindeebene setzt sich der Kreis aus fünf Großgemeinden und neun Gemeinden zusammen. 